# Сара Бальцер
Сара Бальцер (фр. Sara Balzer; нар. 3 квітня 1995 року) — французька фехтувальниця на шаблях, срібна призерка Олімпійських ігор 2020 та 2024 років, призерка чемпіонату світу та Європи.

## Виступи на Олімпіадах
| Олімпіада  | Дисципліна          | Місце |
| ---------- | ------------------- | ----- |
| Токіо 2020 | командна шабля      | 2     |
| Париж 2024 | індивідуальна шабля | 2     |
| Париж 2024 | командна шабля      | 4     |